# Eigentumsfreiheitsklage
Als Eigentumsfreiheitsklage wird im österreichischen Sachenrecht eine Eigentumsklage bezeichnet, mit der Eigentümer einer Sache die Beseitigung und Unterlassung von Störungen seines Eigentums durch angemaßte Nutzungsrechte Dritter geltend macht (§ 523, 2. Fall ABGB). 

## Geschichte
Mit der actio negatoria konnte der Eigentümer im römischen Recht gegen denjenigen vorgehen, der behauptete, ein eigenes Recht an der Sache des Eigentümers zu haben. Sie war die Negation der Behauptung, eine Dienstbarkeit (Servitut) an der fremden Sache zu haben. Vor allem in nachrömischer Zeit wurde sie zunehmend auch bei schlicht tatsächlichen Beeinträchtigungen des Eigentums gegeben.

## Rechtslage
Gesetzlich geregelt ist die actio negatoria im Servitutenrecht; § 523 des Allgemeinen Bürgerlichen Gesetzbuches (ABGB) bezieht sich wörtlich auf die Anmaßung einer Servitut. Aus einem Größenschluss ergibt sich: Wenn sogar bei Anmaßung einer Servitut die Klage zusteht, dann steht sie freilich auch bei bloßer Störung des Eigentums (ohne Anmaßung einer Servitut) zu. Die actio negatoria kann auf Unterlassung aller Arten von Störungen und auch auf Beseitigung (und Wiederherstellung des störungsfreien Zustandes) gerichtet sein. Als Unterlassungsklage setzt die actio negatoria Wiederholungsgefahr voraus.
Anwendung findet die actio negatoria etwa auch auf Einwirkungen, die nicht als Immissionen im Sinne des § 364 Abs. 2 ABGB anzusehen sind (Abwehr bei Ortsunüblichkeit und wesentlicher Beeinträchtigung der Nutzung; siehe: Nachbarschaftsrecht), sondern ohne diese besonderen Voraussetzungen abgewehrt werden können.
Passivlegitimiert ist jeder, der unbefugt in das Eigentum des Klägers eingreift, unabhängig davon, ob er damit ein Recht behauptet oder nicht. Um zu obsiegen, hat der Kläger sein Eigentum und die Störung durch den Beklagten zu beweisen. Da ersteres mitunter schwierig sein kann (Probatio diabolica), besteht für den Kläger die Möglichkeit auf die Actio Publiciana (negatorische Form der Actio Publiciana) auszuweichen, wenn die Voraussetzungen der Actio Publiciana erfüllt sind (bessere Qualifikation des Klägers). Innerhalb der 30-tägigen Frist bei Störungen des Besitzes kann unter Umständen auch die Besitzstörungsklage anwendbar sein.